# Big Bash League 2018/19
Die Big Bash League 2018/19 war die achte Saison dieser australischen Twenty20-Cricket-Meisterschaft. Das Turnier fand vom 19. Dezember 2018 bis zum 17. Februar 2019 statt. Im Finale konnte sich die Melbourne Renegades mit 13 Runs gegen die Melbourne Stars durchsetzen.

## Franchises
Seit der Gründung der Liga nehmen acht Franchises an dem Turnier teil.
| Franchise           | Farbe          | Stadt     | Heimstadion              |
| ------------------- | -------------- | --------- | ------------------------ |
| Adelaide Strikers   | Blau           | Adelaide  | Adelaide Oval            |
| Brisbane Heat       | Türkis         | Brisbane  | The Gabba                |
| Hobart Hurricanes   | Lila           | Hobart    | Blundstone Arena         |
| Melbourne Renegades | Rot            | Melbourne | Marvel Stadium           |
| Melbourne Stars     | Grün           | Melbourne | Melbourne Cricket Ground |
| Perth Scorchers     | Orange         | Perth     | Optus Stadium            |
| Sydney Sixers       | Pink           | Sydney    | Sydney Cricket Ground    |
| Sydney Thunder      | Electric Green | Sydney    | Spotless Stadium         |

## Format
Die acht Franchises spielen in einer Gruppe gegen jedes andere Team jeweils zwei Mal. Die ersten vier dieser Gruppe qualifizieren sich für die Playoffs, in denen im Halbfinale und Finale der Sieger ermittelt wird.

## Gruppenphase
Tabelle
| Teams               | Sp. | S  | N  | NR | P  | RR     |
| ------------------- | --- | -- | -- | -- | -- | ------ |
| Hobart Hurricanes   | 14  | 10 | 4  | 0  | 20 | +0.603 |
| Melbourne Renegades | 14  | 8  | 6  | 0  | 16 | +0.173 |
| Sydney Sixers       | 14  | 8  | 6  | 0  | 16 | +0.047 |
| Melbourne Stars     | 14  | 7  | 7  | 0  | 14 | −0.062 |
| Brisbane Heat       | 14  | 6  | 7  | 1  | 13 | +0.249 |
| Sydney Thunder      | 14  | 6  | 7  | 1  | 13 | ±0.000 |
| Adelaide Strikers   | 14  | 6  | 8  | 0  | 12 | −0.473 |
| Perth Scorchers     | 14  | 4  | 10 | 0  | 8  | −0.502 |

Spiele
| 19. Dezember Scorecard | Brisbane | Brisbane Heat 146 (19.1)                | – | Adelaide Strikers 147-5 (19.1) |
|                        |          | Adelaide Strikers gewinnt mit 5 Wickets |   |                                |

| 20. Dezember Scorecard | Melbourne (DS) | Perth Scorchers 103                       | – | Melbourne Renegades 107-6 (15.2) |
|                        |                | Melbourne Renegades gewinnt mit 4 Wickets |   |                                  |

| 21. Dezember Scorecard | Canberra | Sydney Thunder 181-5 (20)                       | – | Melbourne Stars 74-6 (8/8) |
|                        |          | Sydney Thunder gewinnt mit 15 Runs (D/L method) |   |                            |

| 22. Dezember Scorecard | Sydney (SCG) | Sydney Sixers 164-4 (20)          | – | Perth Scorchers 147-8 (20) |
|                        |              | Sydney Sixers gewinnt mit 17 Runs |   |                            |

| 22. Dezember Scorecard | Gold Coast | Hobart Hurricanes 159-6 (19/19)       | – | Brisbane Heat 144 (18.4/19) |
|                        |            | Hobart Hurricanes gewinnt mit 15 Runs |   |                             |

| 23. Dezember Scorecard | Adelaide | Adelaide Strikers 174-5 (20)              | – | Melbourne Renegades 176-5 (20) |
|                        |          | Melbourne Renegades gewinnt mit 5 Wickets |   |                                |

| 24. Dezember Scorecard | Hobart | Melbourne Stars 155-5 (20)              | – | Hobart Hurricanes 156-4 (18.4) |
|                        |        | Hubart Hurricanes gewinnt mit 6 Wickets |   |                                |

| 24. Dezember Scorecard | Sydney | Sydney Thunder 169-9 (20)          | – | Sydney Sixers 148-9 (20) |
|                        |        | Sydney Thunder gewinnt mit 21 Runs |   |                          |

| 26. Dezember Scorecard | Perth (PS) | Adelaide Strikers 88 (17.2)           | – | Perth Scorchers 92-3 (18) |
|                        |            | Perth Scorchers gewinnt mit 7 Wickets |   |                           |

| 27. Dezember Scorecard | Sydney (SCG) | Sydney Sixers 130-9 (20)              | – | Melbourne Stars 132-5 (14.5) |
|                        |              | Melbourne Stars gewinnt mit 5 Wickets |   |                              |

| 28. Dezember Scorecard | Hobart | Sydney Thunder 193-6 (20)               | – | Hobart Hurricanes 196-3 (19.1) |
|                        |        | Hobart Hurricanes gewinnt mit 7 Wickets |   |                                |

| 29. Dezember Scorecard | Melbourne (DS) | Sydney Sixers 132-7 (20)          | – | Melbourne Renegades 99-9 (20) |
|                        |                | Sydney Sixers gewinnt mit 33 Runs |   |                               |

| 30. Dezember Scorecard | Launceston | Perth Scorchers 107-8 (20)              | – | Hobart Hurricanes 110-4 (17.3) |
|                        |            | Hobart Hurricanes gewinnt mit 6 Wickets |   |                                |

| 31. Dezember Scorecard | Adelaide | Adelaide Strikers 175-4 (20)          | – | Sydney Thunder 155-6 (20) |
|                        |          | Adelaide Strikers gewinnt mit 20 Runs |   |                           |

| 1. Januar Scorecard | Gold Coast | Brisbane Heat 164-7 (20)            | – | Sydney Sixers 165-5 (19.3) |
|                     |            | Sydney Sixers gewinnt mit 5 Wickets |   |                            |

| 1. Januar Scorecard | Melbourne (MCG) | Melbourne Renegades 148-9 (20)        | – | Melbourne Stars 151-3 (17.5) |
|                     |                 | Melbourne Stars gewinnt mit 7 Wickets |   |                              |

| 2. Januar Scorecard | Sydney (SSG) | Sydney Thunder 142-6 (20)        | – | Perth Scorchers 141-5 (20) |
|                     |              | Sydney Thunder gewinnt mit 1 Run |   |                            |

| 3. Januar Scorecard | Geelong | Adelaide Strikers 158-6 (20)          | – | Melbourne Renegades 126-9 (20) |
|                     |         | Adelaide Strikers gewinnt mit 32 Runs |   |                                |

| 4. Januar Scorecard | Hobart | Sydney Sixers 161-8 (20)                | – | Hobart Hurricanes 162-5 (19.5) |
|                     |        | Hobart Hurricanes gewinnt mit 5 Wickets |   |                                |

| 5. Januar Scorecard | Gold Coast | Sydney Thunder 135-8 (20)             | – | Melbourne Stars 137-2 (17.2) |
|                     |            | Melbourne Stars gewinnt mit 8 Wickets |   |                              |

| 5. Januar Scorecard | Perth (PS) | Perth Scorchers 135-6 (20)          | – | Brisbane Heat 139-5 (18.2) |
|                     |            | Brisbane Heat gewinnt mit 5 Wickets |   |                            |

| 6. Januar Scorecard | Adelaide | Adelaide Strikers 150-5 (20)        | – | Sydney Sixers 152-4 (18.2) |
|                     |          | Sydney Sixers gewinnt mit 6 Wickets |   |                            |

| 7. Januar Scorecard | Melbourne (DS) | Hobart Hurricanes 145-5 (20)              | – | Melbourne Renegades 150-4 (19.2) |
|                     |                | Melbourne Renegades gewinnt mit 6 Wickets |   |                                  |

| 8. Januar Scorecard | Sydney (SSG) | Brisbane Heat 186-8 (20)                       | – | Sydney Thunder 34-2 (5.3/5.3) |
|                     |              | Brisbane Heat gewinnt mit 15 Runs (D/L method) |   |                               |

| 9. Januar Scorecard | Melbourne (MCG) | Melbourne Stars 146-6 (20)            | – | Perth Scorchers 147-4 (17.4) |
|                     |                 | Perth Scorchers gewinnt mit 6 Wickets |   |                              |

| 10. Januar Scorecard | Brisbane | Brisbane Heat 144-8 (20)                  | – | Melbourne Renegades 145-2 (15.4) |
|                      |          | Melbourne Renegades gewinnt mit 8 Wickets |   |                                  |

| 11. Januar Scorecard | Adelaide | Adelaide Strikers 178-5 (20)          | – | Melbourne Stars 137 (19.2) |
|                      |          | Adelaide Strikers gewinnt mit 41 Runs |   |                            |

| 13. Januar Scorecard | Sydney (SSG) | Sydney Thunder 168-6 (20)          | – | Adelaide Strikers 97 (17.4) |
|                      |              | Sydney Thunder gewinnt mit 71 Runs |   |                             |

| 13. Januar Scorecard | Geelong | Brisbane Heat 192-4 (20)           | – | Melbourne Renegades 91 (17.5) |
|                      |         | Brisbane Heat gewinnt mit 101 Runs |   |                               |

| 13. Januar Scorecard | Perth (PS) | Sydney Sixers 177-5 (20)              | – | Perth Scorchers 178-3 (18.5) |
|                      |            | Perth Scorchers gewinnt mit 7 Wickets |   |                              |

| 14. Januar Scorecard | Melbourne (MCG) | Hobart Hurricanes 185-2 (20)          | – | Melbourne Stars 126 (17.1) |
|                      |                 | Hubart Hurricanes gewinnt mit 59 Runs |   |                            |

| 16. Januar Scorecard | Sydney | Sydney Sixers 115-9 (20)                  | – | Melbourne Renegades 116-3 (13) |
|                      |        | Melbourne Renegades gewinnt mit 7 Wickets |   |                                |

| 17. Januar Scorecard | Brisbane | Sydney Thunder 186-4 (20) | – | Brisbane Heat 10-2 (3) |
|                      |          | No Result                 |   |                        |

| 18. Januar Scorecard | Perth (PS) | Perth Scorchers 177-9 (20)              | – | Hobart Hurricanes 178-6 (19.3) |
|                      |            | Hobart Hurricanes gewinnt mit 4 Wickets |   |                                |

| 19. Januar Scorecard | Melbourne (DS) | Melbourne Renegades 121 (19.3)       | – | Melbourne Stars 124-4 (19.2) |
|                      |                | Melbourne Stars gewinnt mi 6 Wickets |   |                              |

| 20. Januar Scorecard | Sydney (SCG) | Sydney Sixers 177-7 (20)          | – | Brisbane Heat 98 (15.1) |
|                      |              | Sydney Sixers gewinnt mit 79 Runs |   |                         |

| 21. Januar Scorecard | Adelaide | Adelaide Strikers 154-5 (20)             | – | Hobart Hurricanes 158-0 (16.5) |
|                      |          | Hobart Hurricanes gewinnt mit 10 Wickets |   |                                |

| 22. Januar Scorecard | Sydney (SSG) | Melbourne Renegades 152-9 (20)          | – | Sydney Thunder 140-5 (20) |
|                      |              | Melbourne Renegades gewinnt mit 12 Runs |   |                           |

| 23. Januar Scorecard | Moe | Melbourne Stars 167-2 (20)          | – | Adelaide Strikers 123 (19.4) |
|                      |     | Melbourne Stars gewinnt mit 44 Runs |   |                              |

| 23. Januar Scorecard | Sydney (SCG) | Hobart Hurricanes 172-4 (20)        | – | Sydney Sixers 173-1 (17.1) |
|                      |              | Sydney Sixers gewinnt mit 9 Wickets |   |                            |

| 24. Januar Scorecard | Perth (PS) | Perth Scorchers 181-4 (20)           | – | Sydney Thunder 182-4 (19.2) |
|                      |            | Sydney Thunder gewinnt mit 6 Wickets |   |                             |

| 27. Januar Scorecard | Melbourne | Melbourne Stars 134-8 (20)     | – | Brisbane Heat 129-8 (20) |
|                      |           | Melbourne Stars gewinnt 5 Runs |   |                          |

| 28. Januar Scorecard | Perth (PS) | Melbourne Renegades 157-5 (20)          | – | Perth Scorchers 79 (16) |
|                      |            | Melbourne Renegades gewinnt mit 78 Runs |   |                         |

| 29. Januar Scorecard | Hobart | Brisbane Heat 145-6 (20)                | – | Hobart Hurricanes 146-1 (14.2) |
|                      |        | Hobart Hurricanes gewinnt mit 9 Wickets |   |                                |

| 29. Januar Scorecard | Sydney (SCG) | Adelaide Strikers 124-8 (20)        | – | Sydney Sixers 130-2 (14.1) |
|                      |              | Sydney Sixers gewinnt mit 8 Wickets |   |                            |

| 30. Januar Scorecard | Melbourne (DS) | Melbourne Renegades 140-7 (20)          | – | Sydney Thunder 113 (19.1) |
|                      |                | Melbourne Renegades gewinnt mit 27 Runs |   |                           |

| 31. Januar Scorecard | Launceston | Hobart Hurricanes 169-7 (20)            | – | Adelaide Strikers 170-3 (17.5) |
|                      |            | Adelaide Strikers gewinnt mit 7 Wickets |   |                                |

| 1. Februar Scorecard | Brisbane | Perth Scorchers 128-9 (20)          | – | Brisbane Heat 130-4 (17.3) |
|                      |          | Brisbane Heat gewinnt mit 6 Wickets |   |                            |

| 2. Februar Scorecard | Sydney (SCG) | Sydney Thunder 128-6 (20)                        | – | Sydney Sixers 85-1 (10.3) |
|                      |              | Sydney Sixers gewinnt mit 9 Wickets (D/L method) |   |                           |

| 3. Februar Scorecard | Adelaide | Adelaide Strikers 176-8 (20)        | – | Brisbane Heat 180-4 (18.4) |
|                      |          | Brisbane Heat gewinnt mit 6 Wickets |   |                            |

| 3. Februar Scorecard | Perth (PS) | Perth Scorchers 182-3 (20)          | – | Melbourne Stars 155-9 (20) |
|                      |            | Perth Scorchers gewinnt mit 27 Runs |   |                            |

| 7. Februar Scorecard | Hobart | Hobart Hurricanes 183-6 (20)          | – | Melbourne Renegades 167-8 (20) |
|                      |        | Hobart Hurricanes gewinnt mit 16 Runs |   |                                |

| 8. Februar Scorecard | Brisbane | Melbourne Stars 156-8 (20)           | – | Brisbane Heat 158-0 (10) |
|                      |          | Brisbane Heat gewinnt mit 10 Wickets |   |                          |

| 9. Februar Scorecard | Alice Springs | Perth Scorchers 174-6 (20)              | – | Adelaide Strikers 175-5 (19.2) |
|                      |               | Adelaide Strikers gewinnt mit 5 Wickets |   |                                |

| 9. Februar Scorecard | Canberra | Hobart Hurricanes 165-4 (19)                      | – | Sydney Thunder 166-6 (18.2) |
|                      |          | Sydney Thunder gewinnt mit 4 Wickets (D/L method) |   |                             |

| 10. Februar Scorecard | Melbourne (MCG) | Melbourne Stars 168-6 (20)          | – | Sydney Sixers 74 (13.4) |
|                       |                 | Melbourne Stars gewinnt mit 94 Runs |   |                         |

## Endspiele

### Halbfinale
| 14. Februar Scorecard | Hobart | Hobart Hurricanes 153-7 (20)          | – | Melbourne Stars 157-4 (18.5) |
|                       |        | Melbourne Stars gewinnt mit 6 Wickets |   |                              |

| 15. Februar Scorecard | Melbourne (DS) | Sydney Sixers 180-3 (20)                  | – | Melbourne Renegades 184-7 (19.5) |
|                       |                | Melbourne Renegades gewinnt mit 3 Wickets |   |                                  |

### Finale
| 17. Februar Scorecard | Melbourne (DS) | Melbourne Renegades 145-5 (20)          | – | Melbourne Stars 132-7 (20) |
|                       |                | Melbourne Renegades gewinnt mit 13 Runs |   |                            |